# Michelau (Luksemburg)
Michelau (lb. Méchela) – wieś (Uertschaft) w środkowym Luksemburgu, w kantonie Diekirch, w gminie Bourscheid. Do 3 października 2015 miejscowość leżała w dystrykcie Diekirch.

## Transport
Znajduje się tutaj przystanek kolejowy Michelau.